# Piotr Gembicki
Piotr Gembicki (Gniezno, 10 ottobre 1585 – Racibórz, 14 luglio 1657) è stato un vescovo cattolico polacco.

## Biografia
Fu segretario del re Sigismondo III Vasa, vicecancelliere e poi gran cancelliere della Corona sotto Ladislao IV.
Fu vescovo di Przemyśl dal 1636 e poi, dal 1642, di Cracovia.
Caduto in disgrazia, morì esule in terra imperiale.

## Genealogia episcopale e successione apostolica
La genealogia episcopale è:
- Cardinale Scipione Rebiba
- Cardinale Giulio Antonio Santori
- Cardinale Girolamo Bernerio, O.P.
- Vescovo Claudio Rangoni
- Arcivescovo Wawrzyniec Gembicki
- Arcivescovo Jan Wężyk
- Vescovo Piotr Gembicki

La successione apostolica è:
- Vescovo Wojciech Lipnicki (1646)
- Vescovo Jan Gembicki (1653)